# Henrik Ingebrigtsen
Henrik Ingebrigtsen (Stavanger, 24 februari 1991) is een atleet uit Noorwegen, die gespecialiseerd is in de middellange afstand. Hij nam tweemaal deel aan de Olympische Spelen, maar won hierbij geen medailles.

## Biografie
Op de Europese kampioenschappen van 2012 behaalde Ingebrigtsen een gouden medaille op de 1500 m. Op de Olympische Spelen van dat jaar werd hij op deze afstand vijfde.
Twee jaar later slaagde hij er niet in om zijn Europese titel op de 1500 m te prolongeren. Bij de EK in Zürich werd hij in 3.45,60 geklopt door de Fransman Mahiedine Mekhissi-Benabbad en moest hij genoegen nemen met het zilver in 3.46,10. Weer twee jaar later werd het op de EK in Amsterdam zelfs brons, ditmaal achter zijn broer Filip Ingebrigtsen (goud) en de Spanjaard David Bustos (zilver). Op de Olympische Spelen van 2016 in Rio de Janeiro sneuvelde hij in de halve finale.
Op Europees niveau blijft de Noor echter een medailleverzamelaar, want bij de Europese indoorkampioenschappen in 2017 veroverde Ingebrigtsen opnieuw eremetaal. Nu kwam hij uit op de 3000 m, waarop hij in de eindsprint alleen in de Spanjaard Adel Mechaal (goud in 8.00,60) zijn meerdere moest erkennen. De Duitser Richard Ringer (brons in 8.01,01) bleef hij in 8.00,93 voor.
Ingebrigtsen is aangesloten bij Sandnes Idrettslag. Zijn jongere broers Filip Ingebrigtsen en Jakob Ingebrigtsen zijn eveneens middellangeafstandlopers. De drie broers veroverden, tussen 2012 en 2018, alle drie een Europese titel op de 1500 m. Henrik deed dit in 2012, Filip in 2016 en Jakob zijn eerste in 2018. Jakob won nog meer Europese titels op de 1500 m, 3000 m, 5000 m en in het veldlopen. Hij werd ook meervoudig wereld- en olympisch kampioen.

## Titels
- Europees kampioen 1500 m - 2012
- Noors kampioen 1500 m - 2010, 2014, 2015
- Noors kampioen 5000 m - 2015
- Noors kampioen veldlopen - 2015
- Noors indoorkampioen 1500 m - 2016
- Noors indoorkampioen 3000 m - 2016
- Europees jeugdkampioen U23 - 2013

## Persoonlijke records
Outdoor
| Onderdeel      | Prestatie | Datum            | Plaats         |
| -------------- | --------- | ---------------- | -------------- |
| 800 m          | 1.48,60   | 24 mei 2012      | Oslo           |
| 1500 m         | 3.31,46   | 18 juli 2014     | Monaco         |
| 1 Eng. mijl    | 3.50,72   | 11 juni 2014     | Oslo           |
| 3000 m         | 7.36,85   | 13 Juni 2019     | Oslo           |
| 5000 m         | 13.15,38  | 20 juli 2019     | Heusden-Zolder |
| 2000 m steeple | 5.41,03   | 29 augustus 2009 | Bærum          |
| 3000 m steeple | 8.52,56   | 23 augustus 2009 | Vaasa          |

Indoor
| Onderdeel | Prestatie | Datum        | Plaats |
| --------- | --------- | ------------ | ------ |
| 1500 m    | 3.39,70   | 8 maart 2015 | Praag  |
| 3000 m    | 7.45,54   | 7 maart 2015 | Praag  |

## Palmares

### 1500 m
- 2010: 12e in serie WK U20 - 3.45,31
- 2010: 13e in serie EK - 3.42,62
- 2011: 26e in serie EK U23 - 3.51,99
- 2012:  EK - 3.46,20
- 2012: 5e OS - 3.35,43 (NR)
- 2014:  EK - 3.46,10
- 2015: 6e EK indoor - 3.39,70 (NR)
- 2016:  EK - 3.47,18
- 2016: 11e in ½ fin. OS - 3.42,51

### 3000 m
- 2010:  Opening Games in Oslo - 7.58,15
- 2014:  EK team - 8.16,00
- 2016:  Sandes - 7.54,32
- 2015:  EK indoor - 7.45,54 (NR)
- 2016:  Norsk Tipping Grand Prix in Hamar - 7.54,32
- 2017:  EK indoor - 8.00,93

### 5000 m
- 2013:  EK U23 - 14.19,39
- 2015:  Noorse kamp. - 14.22,17
- 2016: 4e EK - 13.40,86
- 2018:  EK - 13.18,75

### veldlopen
- 2008: 23e EK U20 in Brussel - 19.26,  landenklassement
- 2009: 12e EK U20 in Dublin - 19.07,  landenklassement
- 2011: 15e EK U23 in Velenje - 24.05
- 2012:  EK U23 in Boedapest - 24.30
- 2013: 10e EK U23 - 24.23
- 2015:  Noorse kamp. in Oslo - 32.27
- 2015: 26e EK in Hyères - 30.48

- World Athletics: 14215338
- Virtual International Authority File: 4388154260609424480004